# Overjoyed
Overjoyed è una canzone scritta, registrata e prodotta da Stevie Wonder nel 1986, pubblicata come terzo singolo estratto dall'album In Square Circle.
Il singolo raggiunse la posizione numero 24 della Billboard Hot 100 nella primavera del 1986, rimanendo nella Top 40 per sei settimane. Inoltre, Overjoyed raggiunse la vetta della classifica Hot Adult Contemporary Tracks, per l'ottava (e, ad oggi, l'ultima) volta, nella sua carriera.
La canzone fu originariamente scritta nel 1979 per l'album Journey through the Secret Life of Plants, ma poi non inserita nel disco, e registrata nuovamente per l'album In Square Circle.
Negli anni successivi la canzone è stata registrata anche da Mary J. Blige per l'album Ballads, pubblicato solo in Giappone e da Jane Monheit per l'album Surrender.
Nel 2013 Celine Dion ha inserito una versione del brano cantata con lo stesso Wonder nel suo album Love Me Back To Life.

## Tracce
7" Single
1. Overjoyed - 3:42
2. Go Home (Instrumental) - 3:42

## Classifiche
| Classifica (1986)       | Posizione più alta |
| ----------------------- | ------------------ |
| U.S. Billboard Hot 100  | 24                 |
| U.S. R&B Chart          | 8                  |
| U.S. Adult Contemporary | 1                  |
| Regno Unito             | 17                 |